# Internationale Kinder- und Jugendliteratur beim internationalen Literaturfestival Berlin 2015

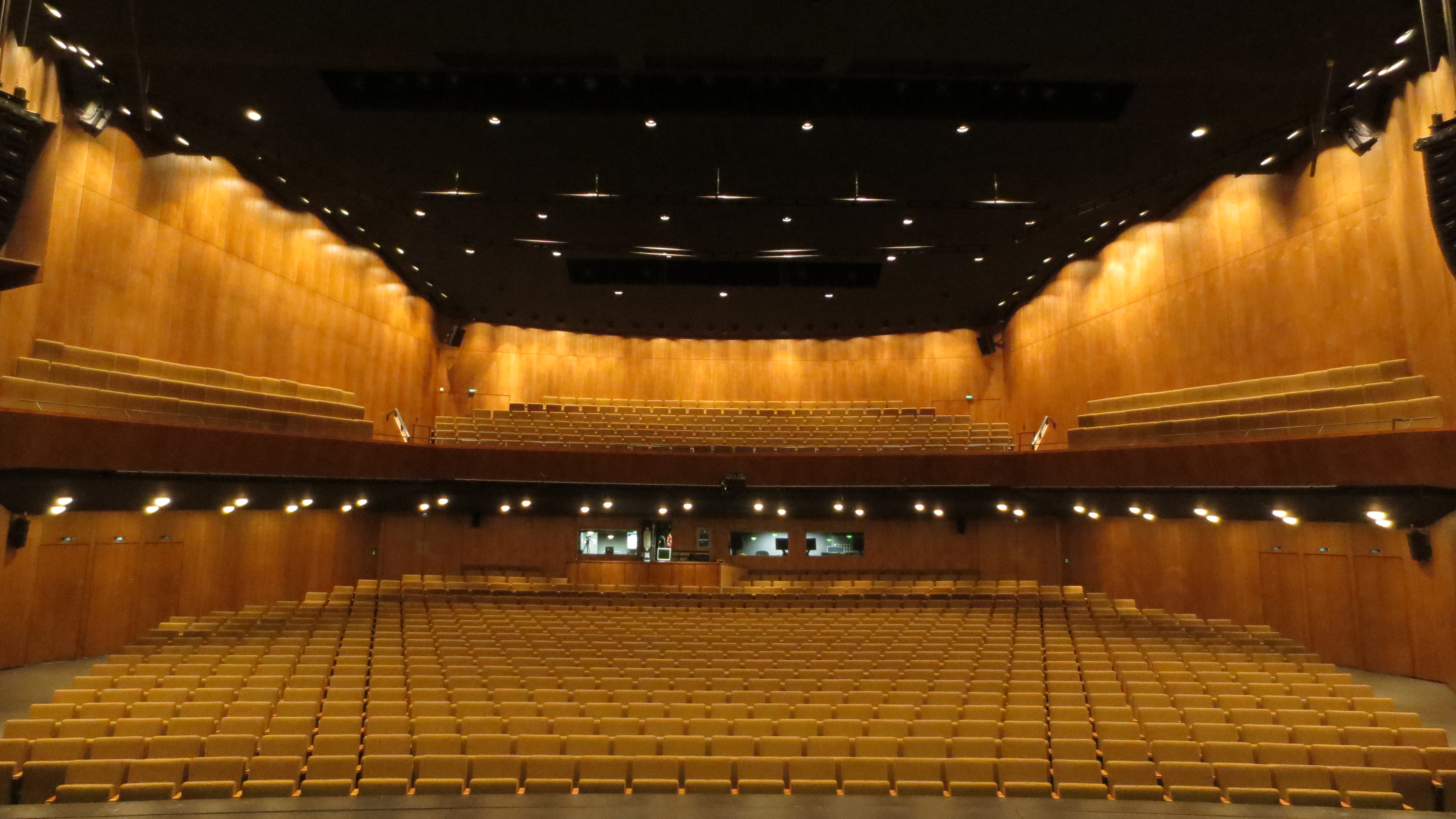
Hauptveranstaltungsort des Kinder- und Jugendprogramms des internationalen literaturfestivals berlin 2015: Große Bühne im Haus der Berliner Festspiele

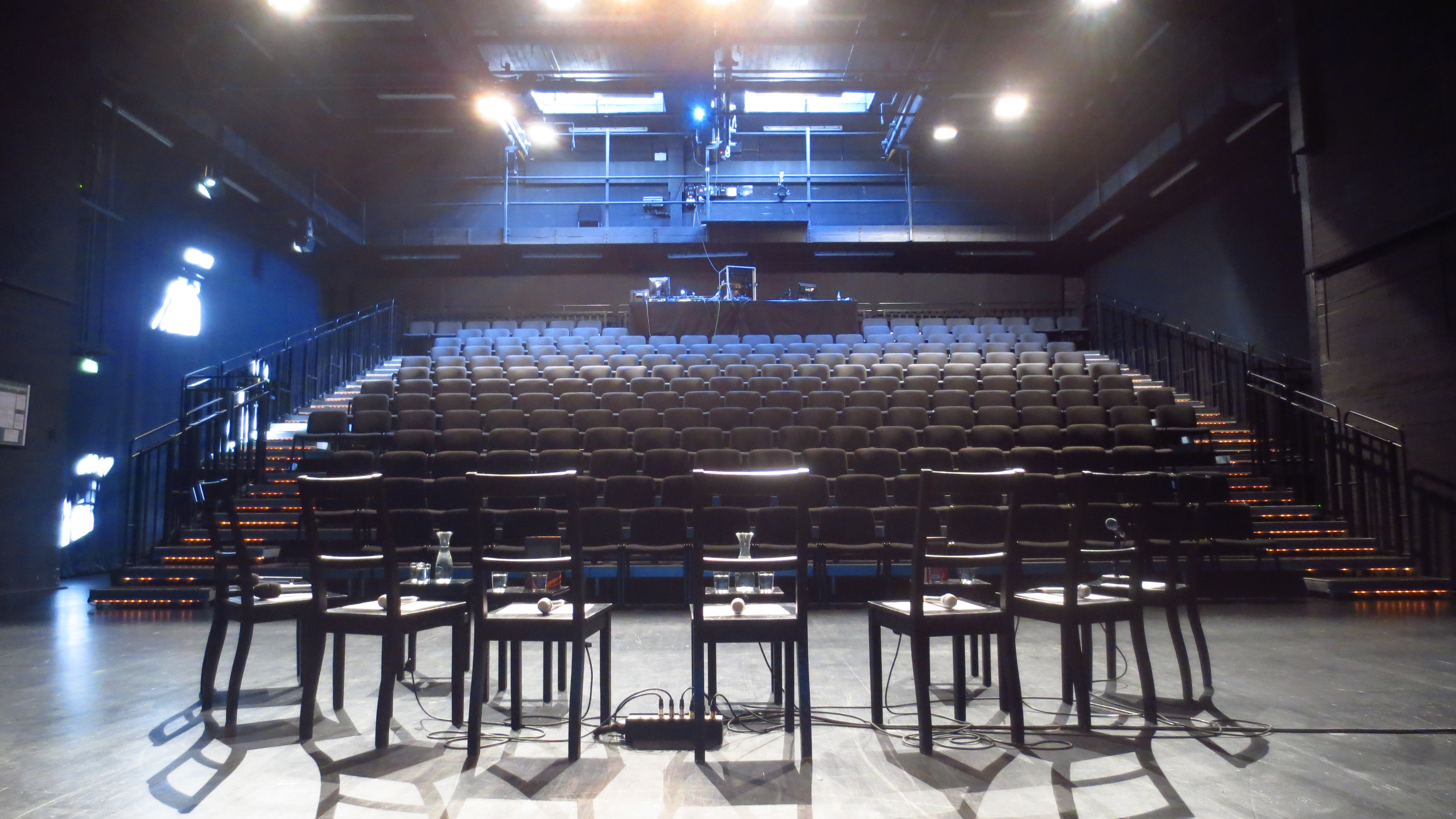
Hauptveranstaltungsort des Kinder- und Jugendprogramms des internationalen literaturfestivals berlin 2015: Seitenbühne im Haus der Berliner Festspiele

Das 15. Internationale Literaturfestival Berlin mit dessen Festivalsektion Internationale Kinder- und Jugendliteratur fand vom 9. bis zum 19. September 2015 statt. Hauptveranstaltungsort war das Haus der Berliner Festspiele. Die Eröffnungsrede des Kinder- und Jugendprogramms hielt Frank Cottrell Boyce am 9. September 2015.

## Teilnehmer

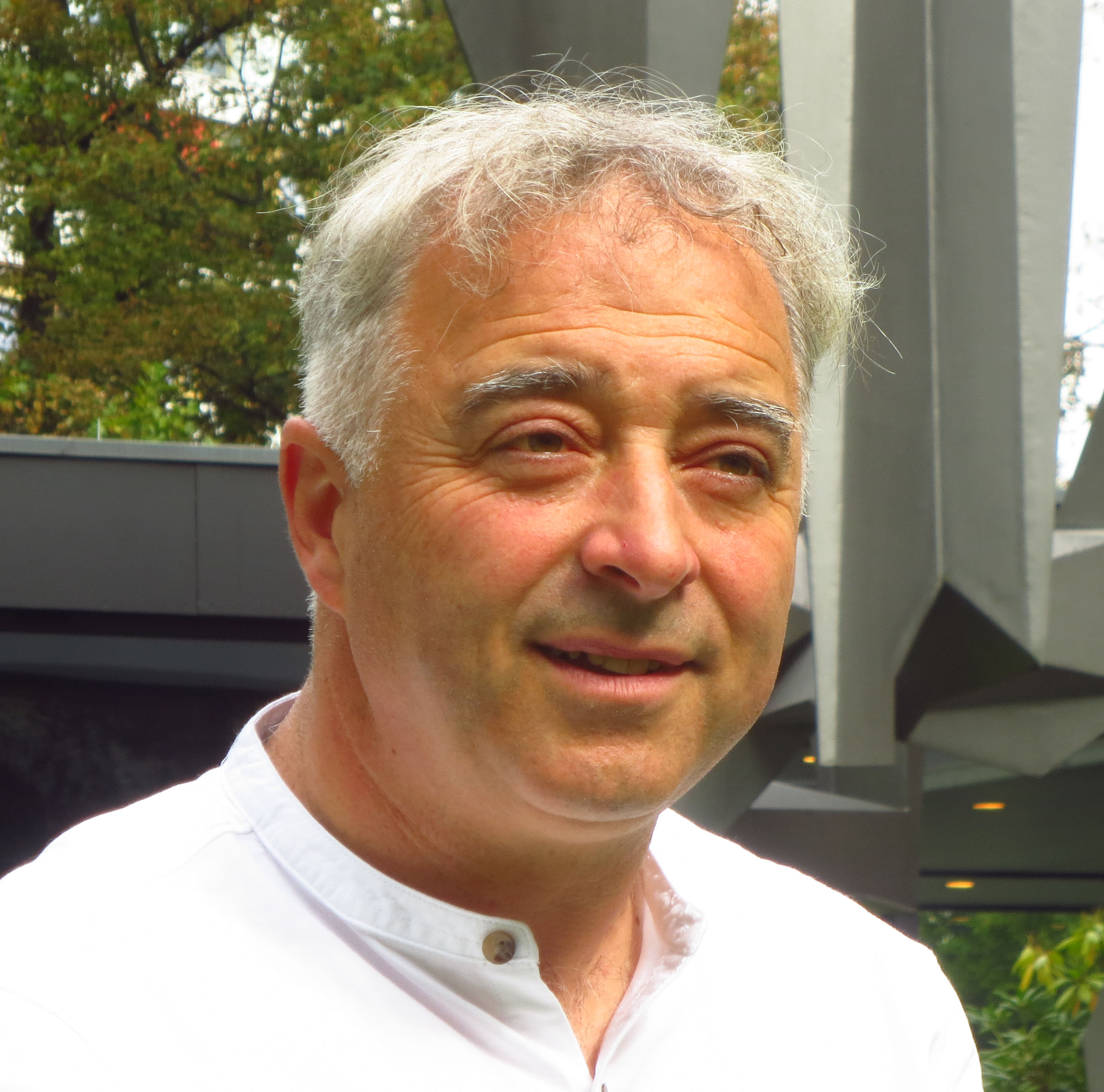
Frank Cottrell Boyce am 9. September 2015 im Festivalgarten am Haus der Berliner Festspiele in Berlin, im Rahmen seiner Teilnahme am Kinder- und Jugendprogramm des 15. Internationalen Literaturfestivals Berlin.

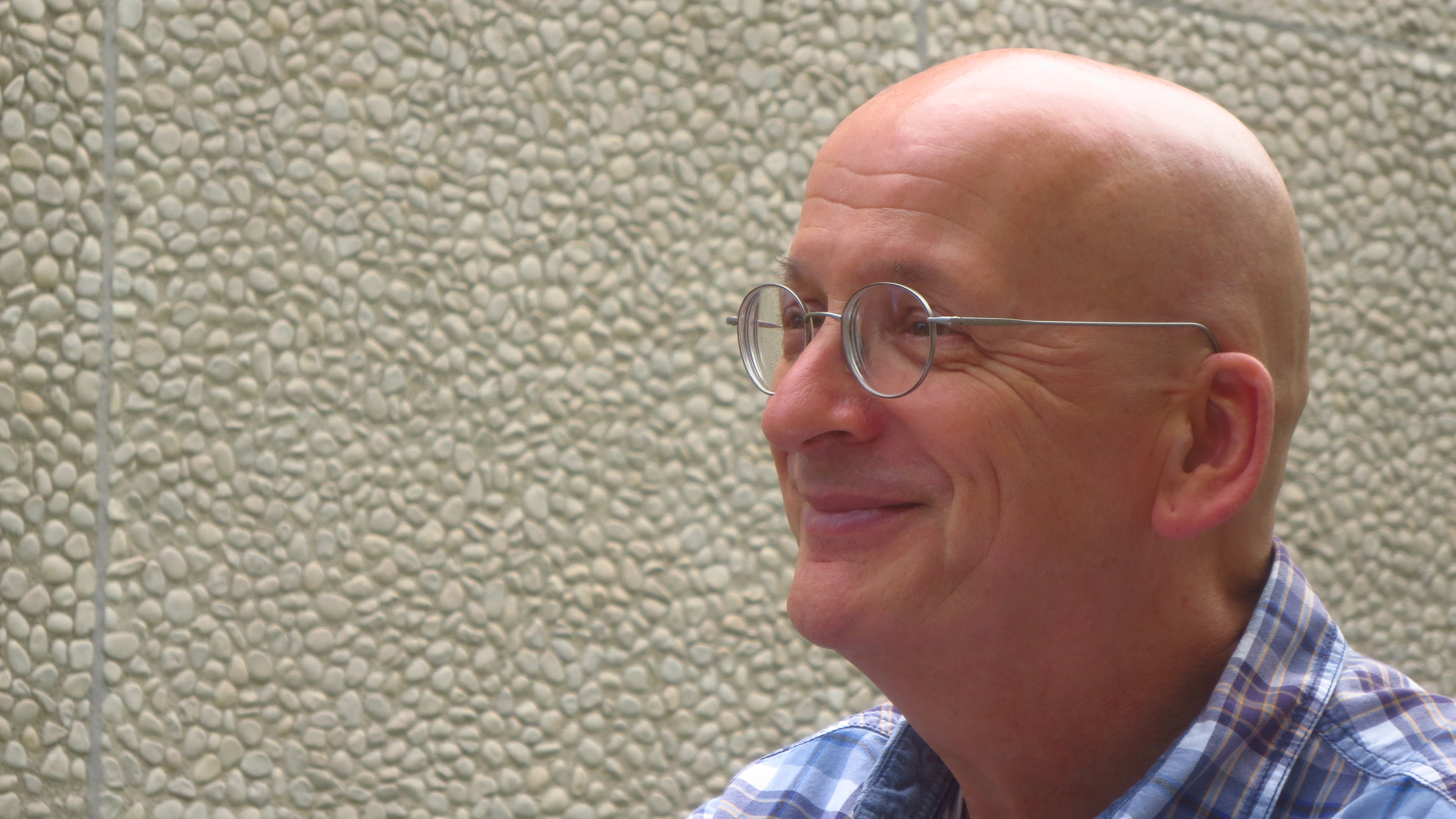
Roddy Doyle im Festivalgarten des Hauses der Berliner Festspiele am 14. September 2015, im Rahmen seiner Teilnahme am Kinder- und Jugendprogramm des 15. Internationalen Literaturfestivals Berlin

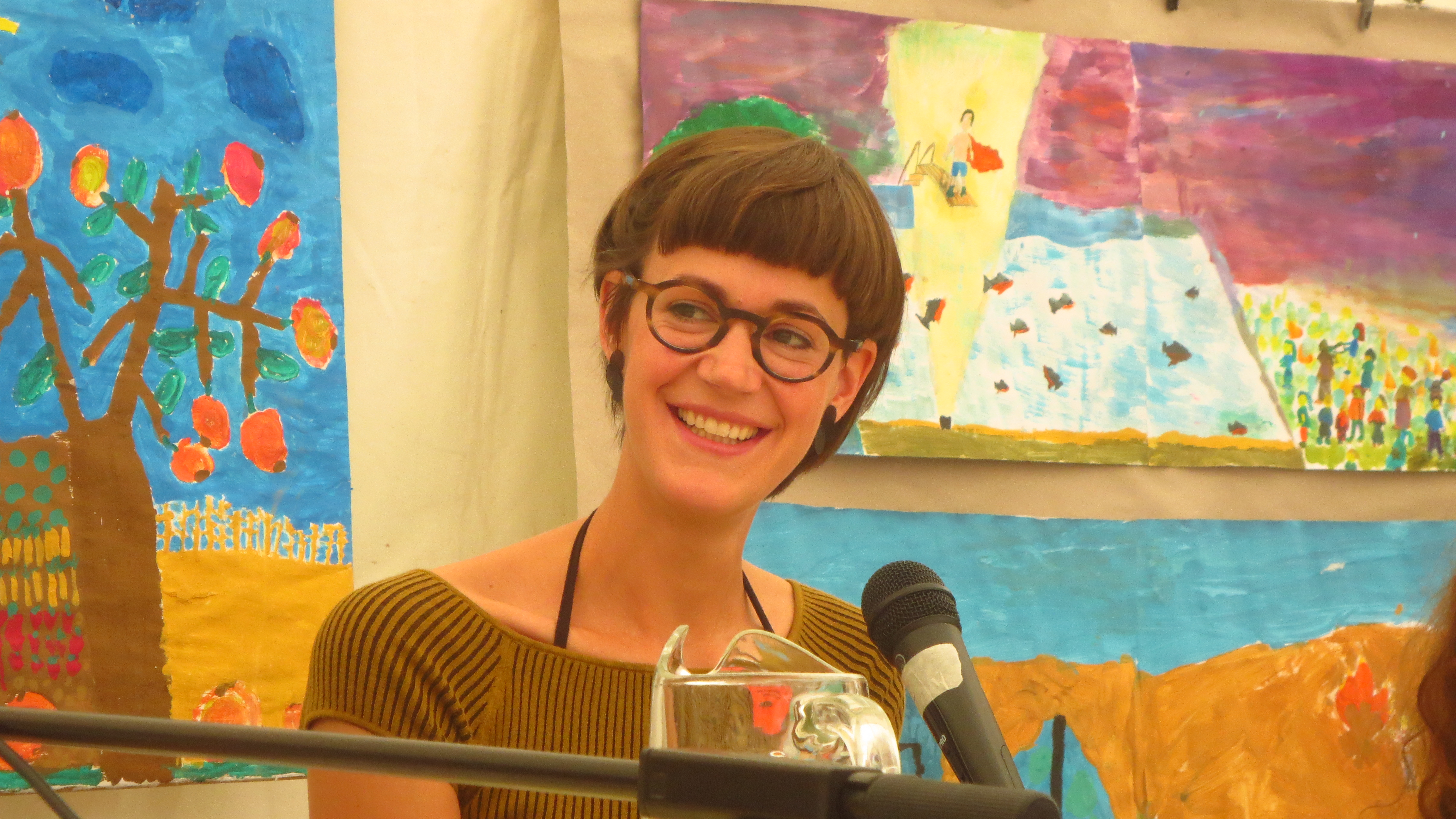
Kaatje Vermeire am 13. September 2015 in der Gelben Villa in Berlin, im Rahmen ihrer Teilnahme am Kinder- und Jugendprogramm des 15. Internationalen Literaturfestivals Berlin.

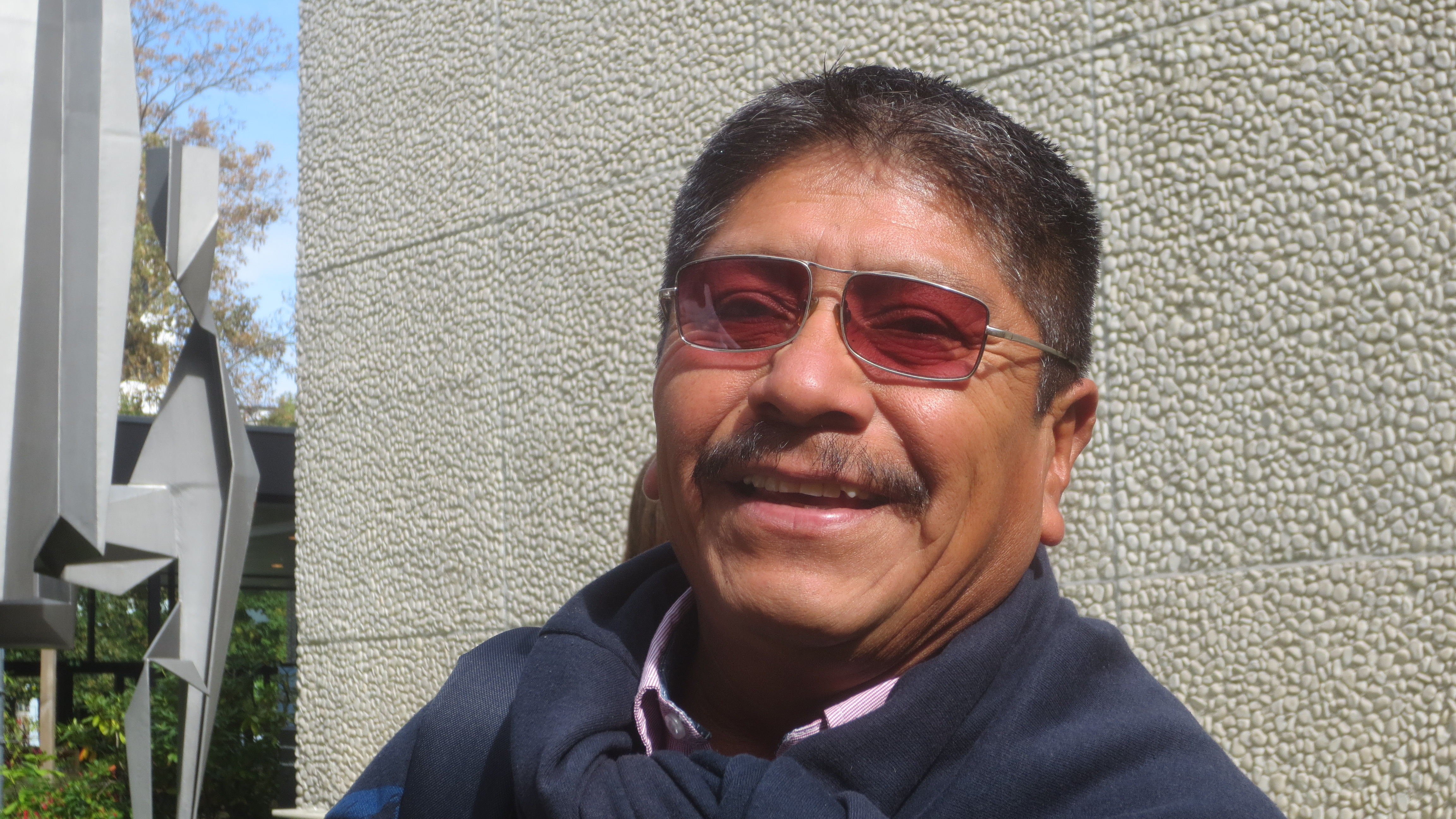
Javier Martínez Pedro im Festivalgarten des Hauses der Berliner Festspiele in Berlin am 16. September 2015 im Rahmen seiner Teilnahme am Kinder- und Jugendprogramms des 15. Internationalen Literaturfestivals Berlin

21 Autoren und Illustratoren waren Gäste der Sektion:
| Gast                     | Nationalität   | Vorgestellte Bücher |
| ------------------------ | -------------- | --- |
| David Almond             | Großbritannien | A Song for Ella Grey (2014, Deutschlandpremiere) The Boy Who Swam With Piranhas (2013) / Der Junge, der mit den Piranhas schwamm (2014, Berlinpremiere)                                                                                              |
| Tony Birch               | Australien     | Blood (2011, Europapremiere) |
| Peter Brown              | USA            | The Curious Garden (2009) / Der neugierige Garten (2014, Deutschlandpremiere) Mr. Tiger Goes Wild (2013) / Herr Tiger wird wild (2014, Europapremiere) My Teacher Is a Monster! (No. I Am Not.) (2014, Internationale Premiere)                      |
| Frank Cottrell Boyce     | Großbritannien | The Unforgotten Coat (2011) / Der unvergessene Mantel (2012, Internationale Premiere) The Astounding Broccoli Boy (2014, Internationale Premiere) |
| Loïc Dauvillier          | Frankreich     | L’Enfant Cachée (2012) / Das versteckte Kind (2014, Berlinpremiere) L’Attentat (2012) / Das Attentat (2014, Deutschlandpremiere) |
| Roddy Doyle              | Irland         | A Greyhound of a Girl (2011) / Mary, Tansey und die Reise in die Nacht (2012, Deutschlandpremiere) Brilliant (2014) / Alles Super! (2015, Deutschlandpremiere) The Guts / Punk is Dad (2014, Berlinpremiere)                                         |
| Ingeborg Kringeland Hald | Norwegen       | Albin Prek (2010) / Vielleicht dürfen wir bleiben (2015, Internationale Premiere) |
| Ala Hlehel               | Israel         | Teilnahme an der Veranstaltung »Verständigung durch Literatur – Wie nehmen sich Juden und Araber wahr?« |
| Jenny Jägerfeld          | Schweden       | Här Ligger Jag Och Blöder (2010) / Der Schmerz, die Zukunft, meine Irrtümer und ich (2015) |
| Navid Kermani            | Deutschland    | Ausnahmezustand – Reisen in eine beunruhigte Welt (2013) |
| Sjoerd Kuyper            | Niederlande    | Hotel de Grote L (2014) / Erst wirst du verrückt und dann ein Schmetterling (2015, Internationale Premiere) |
| Javier Martínez Pedro    | Mexiko         | Migrar (2011) (dt. 2015, Deutschlandpremiere) |
| Mawil                    | Deutschland    | Kinderland (2015) |
| Oisín McGann             | Irland         | Small-Minded Giants (2006) |
| Salah Naoura             | Deutschland    | Star (2013) |
| Jandy Nelson             | USA            | I’ll Give You the Sun (2014, Internationale Premiere) |
| Riad Sattouf             | Frankreich     | L’Arabe du Future (2014) / Der Araber von morgen (2015, Deutschlandpremiere) |
| Ayman Sikseck            | Israel         | Teilnahme an der Veranstaltung »Verständigung durch Literatur – Wie nehmen sich Juden und Araber wahr?« |
| Edward van de Vendel     | Niederlande    | Dertien Rennende Hertjes (2012) / Lena und das Geheimnis der blauen Hirsche (2014, Berlinpremiere) Het Hondje dat Nino niet had (2013) / Der Hund, den Nino nicht hatte (2015, Deutschlandpremiere)                                                  |
| Kaatje Vermeire          | Belgien        | De Vraag van Olifant (2011) / Vom Elefanten, der wissen wollte, was Liebe ist (2014, Deutschlandpremiere) Mare en de Dingen (2009) / Marie und die Dinge des Lebens (2014, Deutschlandpremiere) De Vrouw en het Jongetje (2007, Deutschlandpremiere) |
| Meg Wolitzer             | USA            | Belzhar (2014) / Was uns bleibt ist jetzt (2015) |

## Das außergewöhnliche Buch
Zum vierten Mal in der Geschichte des Festivals wurden die Gäste der Sektion gebeten, ein Buch auszuwählen, welches sie Kindern, Jugendlichen oder jungen Erwachsenen empfehlen möchten. Die empfohlenen Bücher wurden während des Festivals im Haus der Berliner Festspiele und der Philipp-Schaeffer-Bibliothek im Rahmen der Ausstellung Das außergewöhnliche Buch Vol. 4 ausgestellt. Folgende Bücher wurden bislang empfohlen:
| Festivalgast                                                          | Buchempfehlung | Autor / Illustrator des Buchs          | Zitat des Festivalgasts über das Buch |
| --------------------------------------------------------------------- | --- | -------------------------------------- | --- |
| David Almond                                                          | Le Avventure Di Pinocchio (1883) / Die Abenteuer des Pinocchio (1905)                                                                                            | Carlo Collodi / Enrico Mazzanti        | »Pinocchio is our unpredictability and our creativity, our yearning for freedom and our struggle to conform, our exuberance and our despair and he runs through every one of us.« |
| Tony Birch                                                            | Ut og stjaele Hester (2003) / Pferde stehlen (2006) | Per Petterson                          | »This is a wonderfully quiet novel about youth and the at times, sense of loneliness that comes with growing up.« |
| Peter Brown                                                           | Disney Animation – The Illusion of Life (1981) | Ollie Johnston / Frank Thomas          | »It made me want to draw characters for a living.« |
| Frank Cottrell Boyce                                                  | Emil und die Detektive (1929) | Erich Kästner / Walter Trier           | »The first children’s book that really captures the excitement of the modern city – and it celebrates the resourcefulness and the sense of justice that all children have.« |
| Loïc Dauvillier                                                       | The Bunny Book (2005) | Patsy Scarry / Richard Scarry          | »This book has values which are important to me.« |
| Roddy Doyle                                                           | Danny, the Champion of the World (1975) / Danny oder Die Fasanenjagd (1977)                                                                                      | Roald Dahl                             | »The best depiction, I think, of the love between a father and a son.« |
| Ingeborg Kringeland Hald                                              | Pam’s Paradise Ranch (1940) | Armine von Tempski                     | »It was just as much the feelings and the strange surroundings this book presented, as the story itself, that captured me and made this book special.« |
| Ala Hlehel                                                            | Haltabees Haltabees (2010) | Rania Zaghir / David Habchy            | »This book combines the beauty of love and it’s bitterness, and addresses the children with respect and daring – we all want to live on Zuranis planet!« |
| Jenny Jaegerfeld                                                      | The Perks of being A Wallflower (1999) / Vielleicht lieber morgen (2000, Neuauflage 2011: Das ist also mein Leben) und Prep (2005) / Eine Klasse für sich (2006) | Stephen Chbosky bzw. Curtis Sittenfeld | »They are both sharp, witty and intelligent – and have an undoubtable charm!« |
| Navid Kermani                                                         | Eine kurze Weltgeschichte für junge Leser. Hörbuch (2006) | Ernst H. Gombrich / Christoph Waltz    | »Mit der Stimme von Christoph Waltz klingt diese schönste aller Weltgeschichten auch noch so traurig, wie sie wirklich ja ist.« |
| Sjoerd Kuyper                                                         | Peter (1965) | Anne Holm                              | »The best book about friendship and how it can conquer death that I ever read.« |
| Mawil                                                                 | The Island on Bird Street (1984) / Die Insel von der Vogelstraße (1986)                                                                                          | Uri Orlev                              | »Verdammt spannend geschrieben und ohne erhobenen Zeigefinger.« |
| Scott McCloud (Gast im Rahmen einer Sonderveranstaltung im März 2015) | The Arrival (2006) / Ein neues Land (2008) | Shaun Tan                              | »A brilliant picture book/graphic novel about coming to a strange new land and learning to understand it.« |
| Oisín McGann                                                          | The complete far side (2003) | Gary Larson                            | »Smart, bizarre, imaginative and brilliant studies of human natures (and animal nature) that left me thinking long after the laugh.« |
| Salah Naoura                                                          | Back to Blue (2015) | Rusalka Reh                            | »Ein wunderbares Buch über die erste Liebe einer Ungeliebten, über ein Mädchen, deren Eltern leider nicht so sind, wie Eltern sein sollten, und über die tiefe Sehnsucht, endlich alle Fesseln abzuwerfen und das ureigene Glück zu suchen.«                                                |
| Jandy Nelson                                                          | Weetzie Bat (1989) | Francesca Lia Block                    | »I wish this exuberant live-loving story was around when I was a teenager – it’s full of spirit and joy and poignancy and the language absolutely cartwheels across the pages.« |
| Riad Sattouf                                                          | Comic Showa-Shi (1988–1989) | Shigeru Mizuki                         | »This is a three-volume graphic novel that tells the authors life in a small japanese village, ans I think there are a lot of similarities with what I tell in »L’Arabe du Future«, even though it doesn’t occur at the same time ans takes place on the other side of the world.«          |
| Edward van de Vendel                                                  | De parkiet, de zeemeermin en de slak (2015) / Monsieur Matisse und seine fliegenden Scheren (2015)                                                               | Annemarie van Haeringen                | »This easy book about art is a miracle of colour and staging on every page.« |
| Kaatje Vermeire                                                       | Aan de andere kant van de deur (1992) / Meere von Zeit – Auf der anderen Seite der Tür (1999)                                                                    | Tonke Dragt                            | »It just blew me off my feet and made me realize that imagination has no boundaries at all.« |
| Meg Wolitzer                                                          | Nutshell Library (Alligators all around / Chicken Soup With Rice / One was Johnny / Pierre) (1962)                                                               | Maurice Sendak                         | »These four volumes are miniature in size, as their name suggests, and in fact they make a child feel that she’s inside a nutshell when she reads them - which, to me, is what reading a good book is always like, in that it creates a tiny, enclosed world that you never want to leave.« |